# Pallete

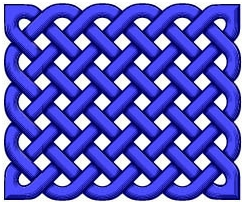
Pallete rectangular

El pallete es un nudo decorativo. Se forma tejiendo la cuerda de una forma similar a cuando se elabora una tela. El resultado es similar a una estera para aquellos de más puntas o un posavasos para los de menos puntas.

## Tipos de palletes
En función del número de puntas, el pallete se llama, pallete de 3 puntas,  pallete de 4 puntas, pallete de 5 puntas,  pallete de 6 puntas, pallete de 7 puntas, pallete de 8 puntas.

## Estructura
La estructura del pallete de 4 puntas es un Nudo Carrick o Calabrote al que se le han unido todos los cabos resultantes. 

## Nudo infinito
Cortando las cuerdas de ambos extremos da la impresión de que el nudo no tiene comienzo ni fin, consiguiendo el efecto de ser una sola cuerda en anillo,  sin extremos.   

## Realización del pallete de 4 puntas
Pasos para la elaboración del nudo:

1. Utilizando uno de los cabos, hacemos dos bucles como indica la imagen, solapándolos parcialmente  y dejando ambos cabos del mismo lado.
2. Con el cabo libre con el que estamos trabajando,  tejemos las primeras pasadas por encima y por debajo de las cuerdas existentes.
3. Unimos el cabo de trabajo con la cuerda original, obteniendo el pallete de una vuelta.
4. Seguimos el mismo camino de la cuerda hasta completar la segunda vuelta
5. Seguimos el mismo camino de la cuerda hasta completar la tercera vuelta

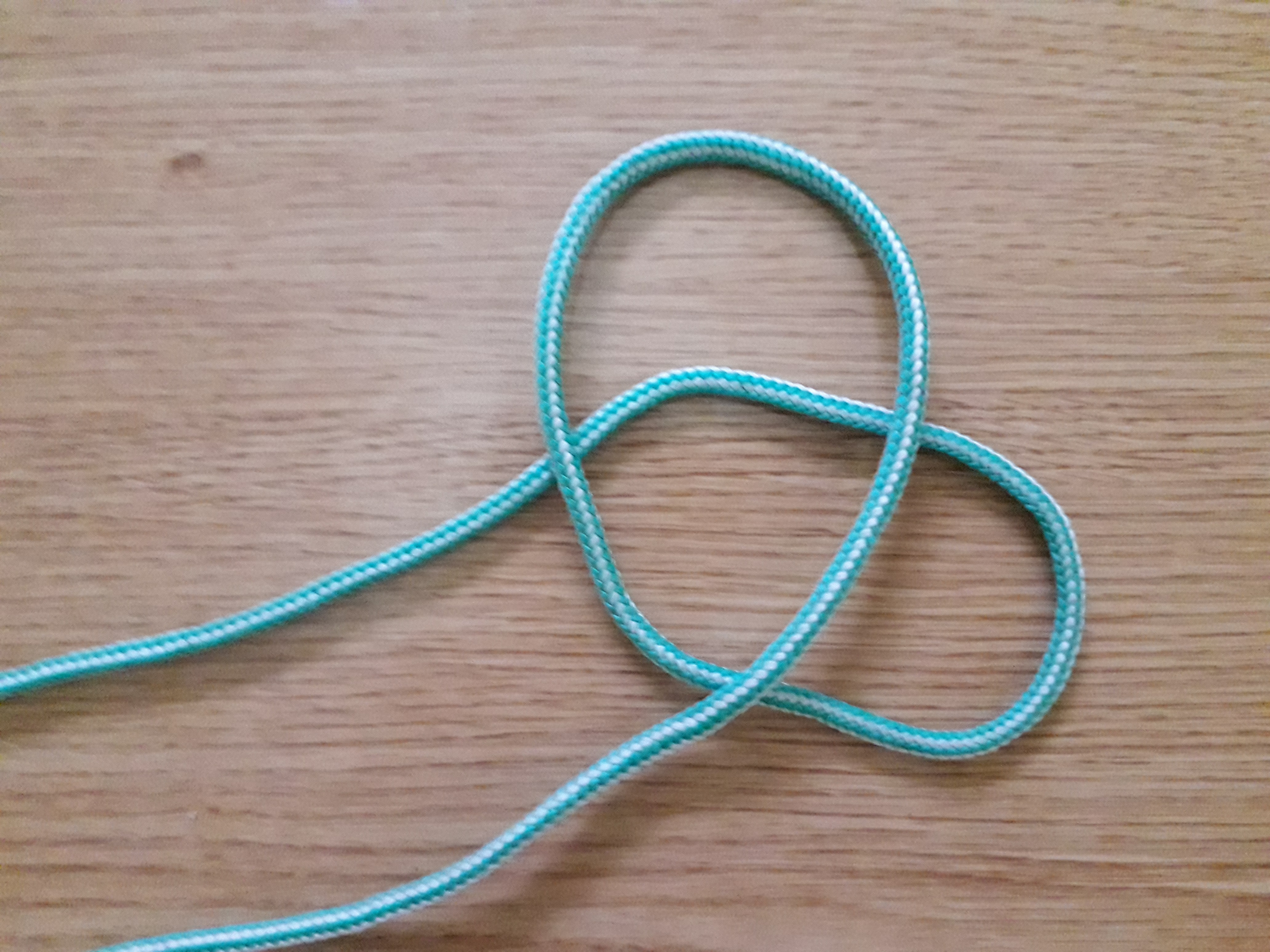
Pallete 4 puntas.  Paso 1
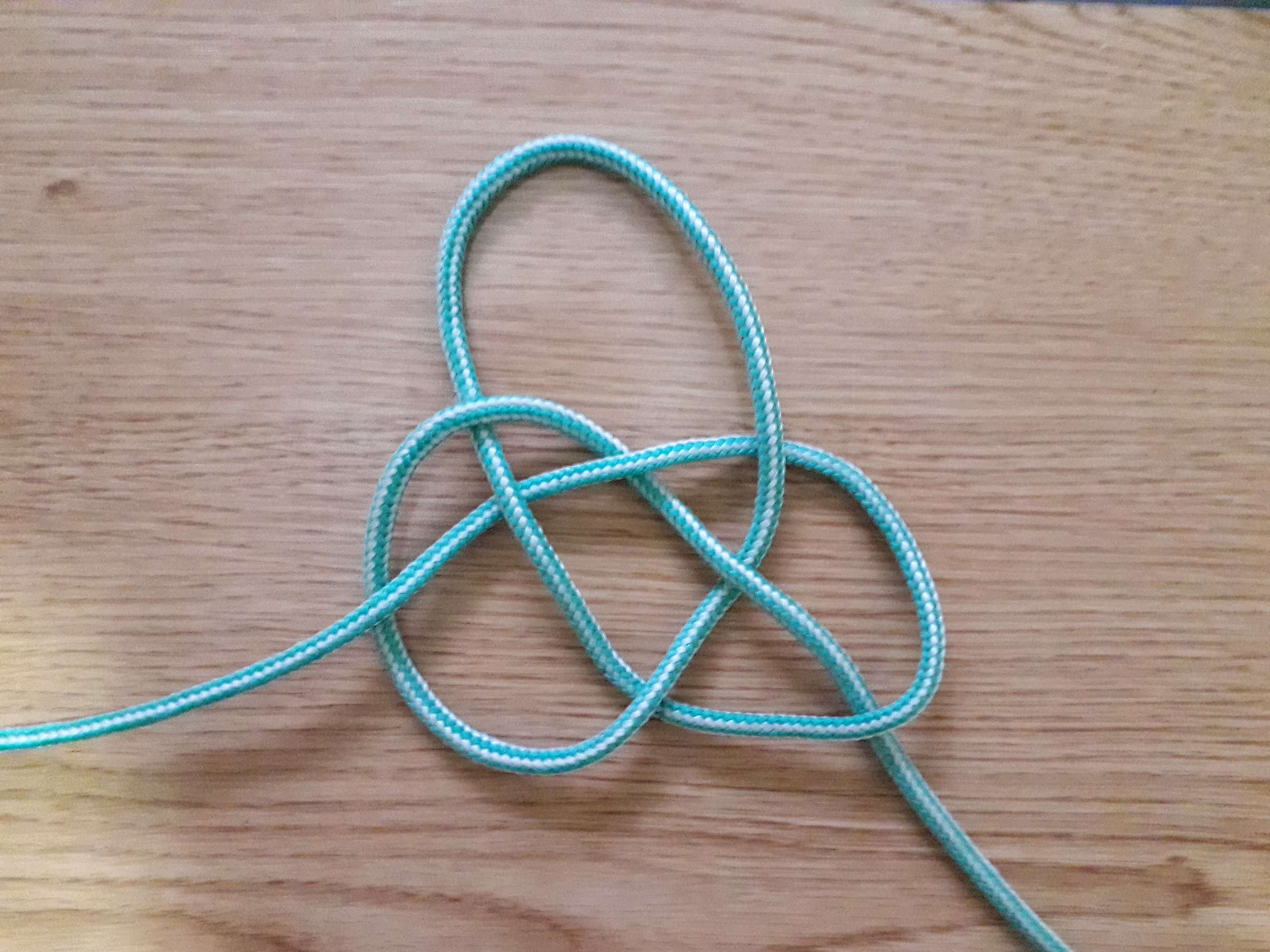
Pallete 4 puntas.  Paso 2
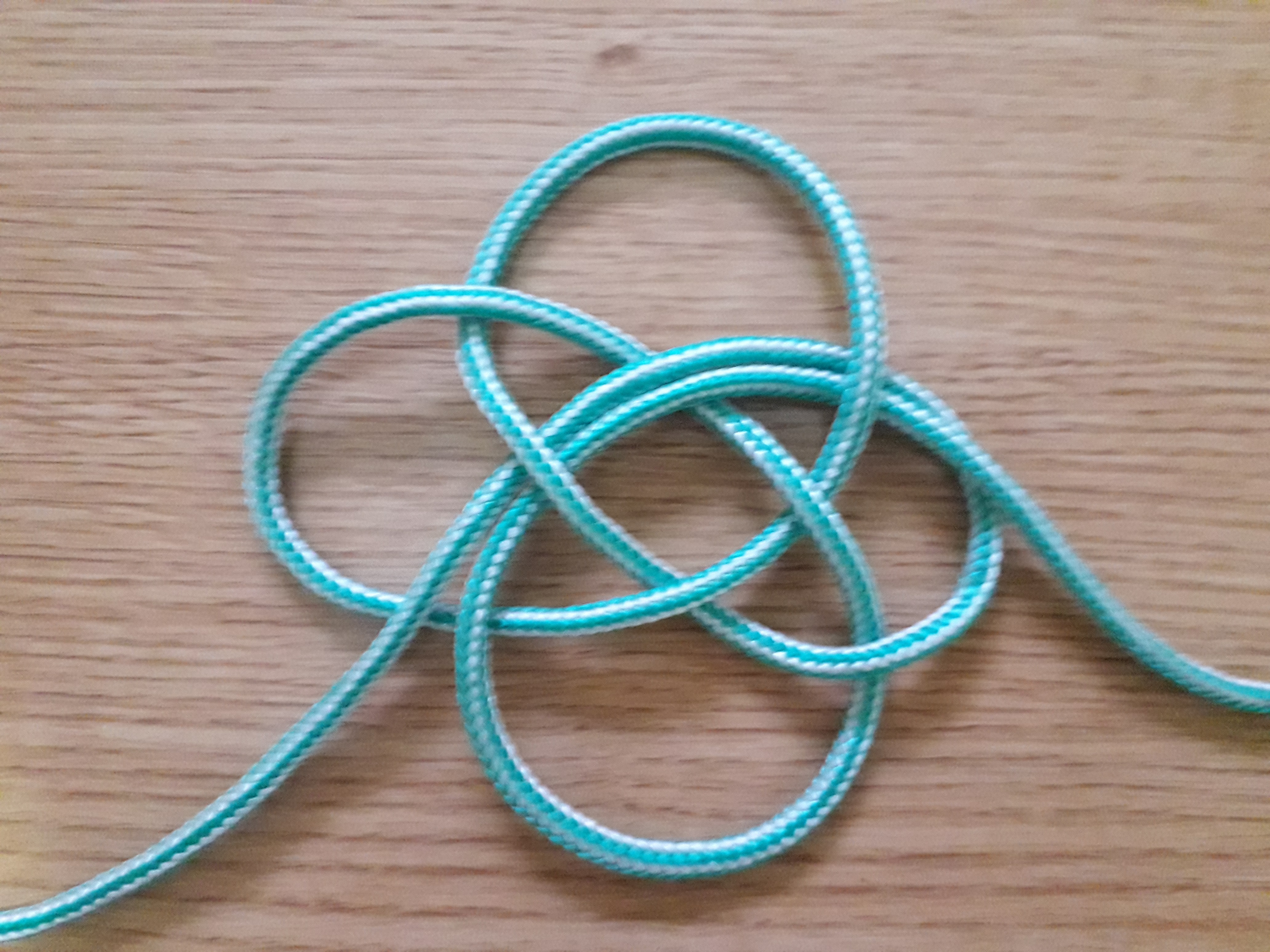
Pallete 4 puntas.  Paso 3
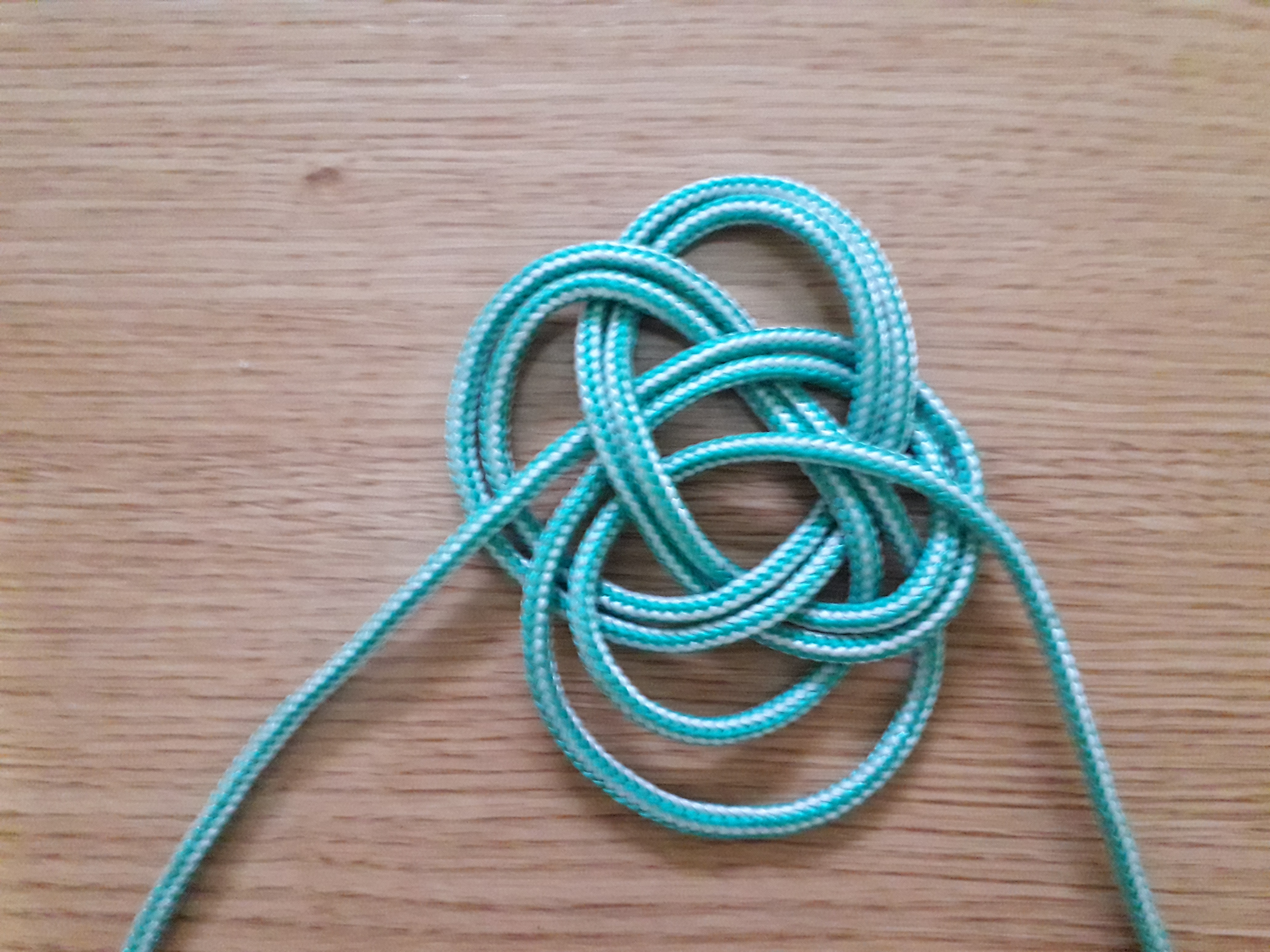
Pallete 4 puntas.  Paso 4
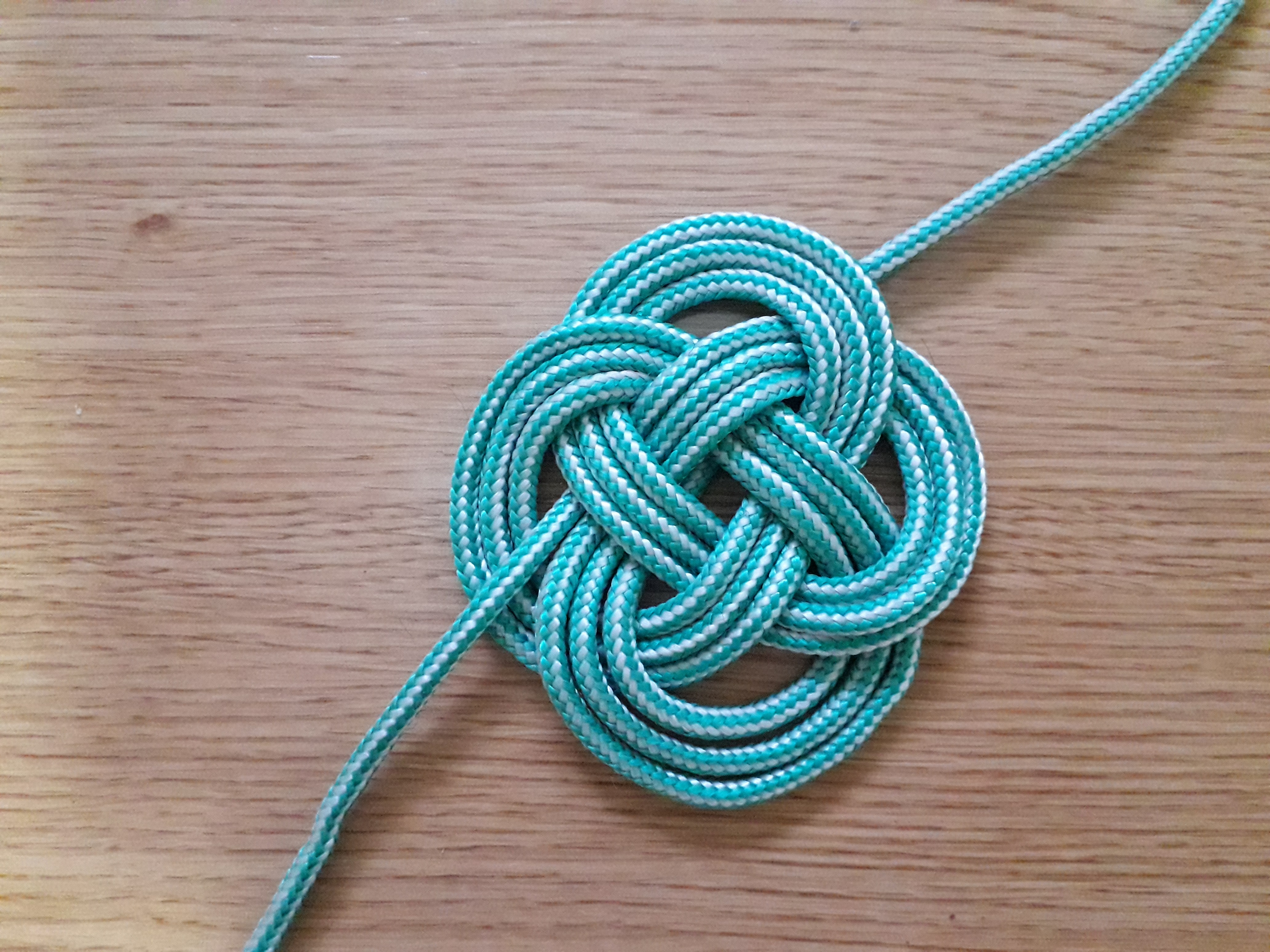
Pallete 4 puntas.  Paso 5

## Consideraciones sobre la realización de nudos
Los nudos marineros, no se cierran tirando de los extremos de la cuerda,  ya que las cuerdas pueden retorcerse y desbaratar el nudo.  Para que un nudo esté bien realizado, se deben colocar las cuerdas en la posición en la que van a trabajar, e ir cerrando el nudo hasta su posición definitiva. 
Hacerlo así permitirá que el nudo quede bien realizado y que pueda ser deshecho con facilidad. 